# Robert Collett

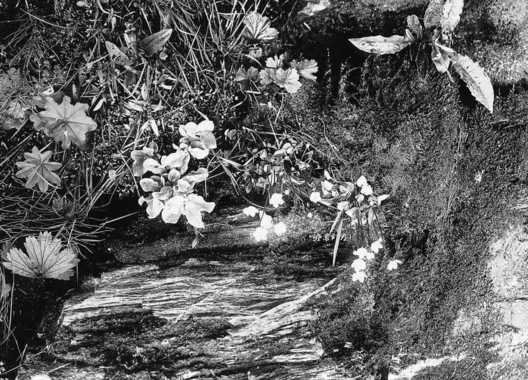
Zdjęcie autorstwa Roberta Colletta (z okresu między rokiem 1892 a 1907)

Robert Collett (ur. 2 grudnia 1842 w Christianii, zm. 27 stycznia 1913 tamże) – norweski zoolog, specjalizujący się w badaniach nad kręgowcami Norwegii, dyrektor Muzeum Historii Naturalnej przy Uniwersytecie w Kristianii.

## Życiorys
Robert Collett urodził się 2 grudnia 1842 roku w Christianii . Był najstarszym synem Petera Jonasa Colletta (1813–1851), profesora prawa i pisarki Camilli Collett (1813–1895) . Ojciec zmarł, gdy Robert miał 9 lat i matka została sama z czwórką dzieci; Robert został przybranym synem swojego wuja Johana Christiana Colletta (1817–1895) . Jego młodszym bratem był Alf Collett (1844–1919), geolog i historyk . 
Od 1854 roku mieszkał w Lillehammer, gdzie uczęszczał do szkoły, rozwijał swoją pasję przyrodniczą i prowadził szczegółowy dziennik swoich obserwacji . W 1859 roku powrócił do Christianii i tu w 1861 roku ukończył szkołę średnią . Następnie podjął studia prawnicze na Uniwersytecie w Christianii, które zakończył złożeniem egzaminu w roku 1868 . W okresie studiów odwiedzał uniwersyteckie Muzeum Historii Naturalnej i prowadził dyskusje z zoologiem Halvorem Heyerdahlem Raschem (1805–1883) . W latach 1871–1872 był asystentem Rascha, a w 1874 roku objął stanowisko kustosza tego muzeum . W 1876 roku został pracownikiem naukowym uniwersytetu w zakresie zoologii, a w styczniu 1885 roku uzyskał profesurę . W 1882 roku został dyrektorem Muzeum Historii Naturalnej przy Uniwersytecie w Kristianii . Początkowo funkcję te sprawował razem z Georgiem Ossianem Sarsem (1837–1927), a od 1886 roku samodzielnie . Rozbudował zbiory kręgowców muzeum z ok. 150 do prawie 9000 okazów .  
Fascynował się fotografią, sporządzając wiele zdjęć. Jego fotografie przedstawiały przede wszystkim rośliny i zwierzęta Norwegii, tworząc unikalną dokumentację flory i fauny. Zbiór swoich zdjęć Collett zapisał w testamencie dla stowarzyszenia woluntariuszek, by wydać album do sprzedaży w celach charytatywnych. Od 1994 roku zbiory fotografii Colletta znajdują się w norweskiej bibliotece narodowej.      
Nigdy się nie ożenił. Zmarł 27 stycznia 1913 roku w Kristianii .

## Działalność naukowa
Robert Collett odbył wiele badań terenowych . Jego pierwsza wyprawa zoologiczno-botaniczna w 1864 roku prowadziła w góry wokół Gudbrandsdalen . Czternaście razy brał udział w ekspedycjach do Finnmarku . Prowadził obserwacje wielu gatunków zwierząt – początkowo zajmował się owadami, odkrywając kilka nowych gatunków motyli i chrząszczy, a z czasem wyspecjalizował się w kręgowcach . Prowadził badania nad rybami, płazami, gadami, ptakami i ssakami, koncentrując się na gatunkach występujących w Norwegii . Łącznie opublikował ok. 150 prac naukowych i popularnonaukowych . 
Prowadził intensywne obserwacje ornitologiczne – jeszcze w 1864 roku wydał pierwszą poważniejszą pracę na temat fauny ptaków zamieszkującej tereny wokół Christianii . W 1869 roku opublikował wyniki badań nt. ptaków Norwegii – Norges fugle, a później był autorem sekcji o ptakach w Norwegii w dziele brytyjskiego ornitologa Henry’ego Eelesa Dressera (1838–1915) A History of the Birds of Europe, które ukazało się w latach 1871–1881 . Wraz z norweskim zoologiem i polarnikiem Fridtjofem Nansenem (1861–1930) sporządził opisy ptaków z norweskiej wyprawy arktycznej w latach 1893–1896 . Szczególnym uznaniem cieszyła się jego praca na temat budowy ucha zewnętrznego u puszczykowatych .  
W 1874 roku wydał Norges fiske, w której opisał rozmieszczenie ryb w Norwegii . Opracowywał opisy ryb przywiezionych z kilku wypraw, a zainteresowanie naukowe wzbudziły zwłaszcza jego badania nad babkowatymi . 
W 1908 roku rozpoczął szeroko zakrojone badania norweskich kręgowców, sporządzając dokładne opisy każdego gatunku z informacjami na temat ich rozmieszczenia, trybu życia i rozmnażania . Przed śmiercią udało mu się ukończyć jedynie pierwszą część, dotyczącą ssaków – części poświęcone gadom i płazom zostały ukończone przez Alfa Wollebæka (1879–1960) w 1918 roku, a część o ptakach opracował Ørjan Olsen (1885–1972) i wydał ją w 1921 roku . Część o rybach nigdy nie została opracowana . 
Jego prace na temat lemingów norweskich posłużyły brytyjskiemu biologowi Charlesowi Sutherlandowi Eltonowi (1900–1991) do sformułowania w 1924 roku hipotezy na temat zmian liczebności małych gryzoni .

## Publikacje
Wybór publikacji za Norsk biografisk leksikon : 
- 1869 – Norges Fugle
- 1874 – Norges Fiske, med Bemærkninger om deres Udbredelse
- 1875 – Carte Zoo-géographique de Norvège
- 1878 – On Latrunculus and Crystallogobius, two remarkable Forms of Gobioid Fishes [w:] „Proceedings of the Zoological Society”
- 1879 – Meddelelser om Norges Fiske i Aarene 1875–78
- 1885 – Meddelelser om Norges Fiske i Aarene 1879–83
- 1892 – Fugleliv i det arctiske Norge
- 1895 – Myodes lemmus, its Habits and Migrations in Norway
- 1900 – Norges viktigste hvirveldyr, i Norge i det nittende aarhundre
- 1903 – Meddelelser om Norges Fiske i Aarene 1884–1901
- 1907 – Dyreliv i det nordlige Norge
- 1911–1912 – Norges hvirveldyr, tom 1 Norges pattedyr

## Członkostwa, nagrody i odznaczenia
- 1875 – Kronprinsens gullmedalje[1]
- 1876 – członek korespondencyjny Londyńskiego Towarzystwa Zoologicznego[5]
- 1883 – członek korespondencyjny American Ornithologists’ Union[6]
- 1893 – członek zagraniczny Londyńskiego Towarzystwa Zoologicznego[5]
- 1895 – kawaler Orderu Świętego Olafa[1]
- 1911 – komandor Orderu Świętego Olafa[1]
- komandor Orderu Niepokalanego Poczęcia Najświętszej Marii Panny z Vila Viçosa[1]
- komandor Orderu Korony Włoch[1]
- członek Videnskabs-Selskabet i Christiania (współczesnej Norweskiej Akademii Nauk i Literatury (norw. Det Norske Videnskaps-Akademi))[1]
- członek Norweskiego Towarzystwa Geograficznego (norw. Norsk Geografisk Selskap)

## Upamiętnienie
Na cześć Colleta nazwano różne gatunki i podgatunki zwierząt: 
- jaszczurkę Ctenotus colletti[7]
- węża Pseudechis colletti[7]
- gryzonia Rattus colletti[8]
- płaza Polypedates colletti[9]
- ptaki: Poliopsar colletti (obecnie Spodiopsar cineraceus), Macronyx capensis colletti, Excalfactoria chinensis collettii, Pachycephala rufiventris collettii, Cracticus argenteus collettii[10]

Gmach Muzeum Zoologicznego przy Uniwersytecie w Oslo nazwany jest Robert Colletts hus.